# Anoba sinuata
Anoba sinuata är en fjärilsart som beskrevs av Fabricius 1775. Anoba sinuata ingår i släktet Anoba och familjen nattflyn. Inga underarter finns listade i Catalogue of Life.